# Stéphane Brezniak

Stéphane Brezniak (Mont-Bonvilliers, 19 de setembro de 1927) é um futebolista da França que jogou na posição de medio